# CROW
CROW (oorspronkelijk een acroniem voor Centrum voor Regelgeving en Onderzoek in de Grond-, Water- en Wegenbouw en de Verkeerstechniek) is een Nederlandse stichting die zich opstelt als kennisinstituut voor infrastructuur, openbare ruimte, verkeer en vervoer, en werk en veiligheid. CROW houdt zich daarnaast bezig met aanbesteden en contracteren.

## Algemeen
CROW werkt daarbij met externe professionals in werkgroepen uit verschillende vakgebieden, die samen aanbevelingen en richtlijnen opstellen over bijvoorbeeld vormgeving en maatvoering van verkeersinfrastructuur. Deze aanbevelingen en richtlijnen worden voor een groot deel in CROW-publicaties of op diverse websites gepubliceerd.
De CROW-richtlijnen hebben geen wettelijke status. CROW geeft alleen adviezen voor bijvoorbeeld de wegbeheerder. Over het algemeen geldt wel dat een wegbeheerder in Nederland goed moet kunnen motiveren waarom van de richtlijnen is afgeweken.
CROW heeft zijn kennis, ervaring, producten en diensten onderverdeeld in de volgende zes vakgebieden:
1. Aanbesteden
2. Contracteren
3. Infrastructuur
4. Openbare ruimte
5. Verkeer en vervoer
6. Werk en veiligheid

## Geschiedenis
In 1987 fuseerden het Studie Centrum Wegenbouw (SCW, 1957), de stichting Rationalisatie en Automatisering Grond-, Water- en Wegenbouw (RAW, 1972) en het Studiecentrum Verkeerstechniek (SVT) tot het CROW, wat oorspronkelijk een acroniem was voor Centrum voor Regelgeving en Onderzoek in de Grond-, Water- en Wegenbouw en de Verkeerstechniek.
Het Kennisplatform Verkeer en Vervoer (KpVV) maakt sinds 2009 onderdeel uit van het CROW. Nadat een fusie tussen beide organisaties niet doorging is in 2011 besloten om te blijven samenwerken in een verband.

## RAW-systematiek
De RAW-systematiek is een stelsel juridische, administratieve en technische voorwaarden voor het samenstellen van bouwcontracten in de grond-, weg- en waterbouwsector (GWW).
Het stelsel als geheel vormt de basis voor het maken van bestekken volgens een gestandaardiseerde, uniforme methode. De RAW geldt als het belangrijkste standaardbestek in de GWW en wordt al ruim dertig jaar toegepast in bouwprojecten in Nederland. De afkorting RAW komt van Rationalisatie en Automatisering Grond-, Water- en Wegenbouw, een stichting die in 1987 in een fusie is opgegaan in de stichting CROW.

## VISI-systematiek
De VISI-systematiek is een open standaard die gebruikt wordt voor digitale communicatie tussen opdrachtgever en opdrachtnemer.

## Ontwerpwijzer fietsverkeer
De CROW publiceert sedert de jaren 1970 de Ontwerpwijzer fietsverkeer, een gids hoe fietsinfrastructuur aan te leggen. De laatste editie is van 2016. Deze publicatie wordt wereldwijd gebruikt.